# Cricotopus setis
Cricotopus setis är en tvåvingeart som beskrevs av Roback 1960. Cricotopus setis ingår i släktet Cricotopus och familjen fjädermyggor.
Artens utbredningsområde är Peru. Inga underarter finns listade i Catalogue of Life.